# فرنسيس كونتز
فرنسيس كونتز (بالفرنسية: Francis Kuntz)‏ هو فنان قصص مصورة وممثل فرنسي، ولد في مايو 1956 في إيساي ليه نانسي ‏ في فرنسا.

## وصلات خارجية
- الموقع الرسمي
- فرنسيس كونتز على موقع IMDb (الإنجليزية)
- فرنسيس كونتز على موقع ألو سيني (الفرنسية)
- فرنسيس كونتز على موقع أول موفي (الإنجليزية)
- فرنسيس كونتز على موقع ديسكوغز (الإنجليزية)
- فرنسيس كونتز على موقع قاعدة بيانات الفيلم (الإنجليزية)